# José Manuel Lafuente Garrido
José Manuel Lafuente Garrido, més conegut com a Senel, és un futbolista gallec. Va nàixer a Baiona (Pontevedra) o a Vigo, segons fonts, el 13 de maig de 1984, i ocupa la posició de davanter. Ha estat internacional amb la selecció espanyola sub-17.
Va començar al modest Lalín, d'on va passar al Deportivo de La Corunya, amb el qual jugà tres partits a la primera divisió. No tingué continuïtat i passà pels filials del Màlaga CF i Atlètic de Madrid, sense promocionar als primers equips.
Posteriorment milità en altres equips de Segona B, com el Zamora CF i el CD Mirandés.